# Вітленд (округ Кеноша, Вісконсин)
Вітленд (англ. Wheatland) — місто (англ. town) в США, в окрузі Кеноша штату Вісконсин. Населення — 3391 особа (2020).

## Демографія
Згідно з переписом 2010 року, у місті мешкали 3373 особи в 1300 домогосподарствах у складі 948 родин. Було 1501 помешкання
Расовий склад населення:
| - 96,9 % — білих - 0,8 % — азіатів - 0,4 % — чорних або афроамериканців - 0,3 % — корінних американців |

До двох чи більше рас належало 1,0 %. Частка іспаномовних становила 2,2 % від усіх жителів.
За віковим діапазоном населення розподілялося таким чином: 23,4 % — особи молодші 18 років, 64,5 % — особи у віці 18—64 років, 12,1 % — особи у віці 65 років та старші. Медіана віку мешканця становила 42,5 року. На 100 осіб жіночої статі у місті припадало 103,6 чоловіків;  на 100 жінок у віці від 18 років та старших — 102,3 чоловіків також старших 18 років.
Середній дохід на одне домашнє господарство  становив 77 686 доларів США (медіана — 60 579), а середній дохід на одну сім'ю — 85 186 доларів (медіана — 78 300). Медіана доходів становила 66 875 доларів для чоловіків та 44 474 долари для жінок. За межею бідності перебувало 12,9 % осіб, у тому числі 20,4 % дітей у віці до 18 років та 0,2 % осіб у віці 65 років та старших.
Цивільне працевлаштоване населення становило 1523 особи. Основні галузі зайнятості: виробництво — 19,4 %, роздрібна торгівля — 15,2 %, освіта, охорона здоров'я та соціальна допомога — 13,3 %.